# Aplocera pseudoplagiata
Aplocera pseudoplagiata là một loài bướm đêm trong họ Geometridae.